# August Gottlob Friedrich Koltitz
August Gottlob Friedrich Koltitz (* 29. Januar 1728 in Zerbst; † 8. Juni 1799 in Coswig (Anhalt)) war ein deutscher evangelischer Theologe.

## Leben
Koltitz hatte das Gymnasium in Zerbst besucht und an der Universität Wittenberg ein Studium aufgenommen. Er wechselte an die Universität Leipzig, war danach Hauslehrer in Penig und wurde 1752 Kandidat des Predigtamtes in Zerbst. Nachdem er sich als Privatlehrer und Theaterarrangeur betätigt hatte, wurde er 1758 Diakon an der Stadtkirche von Coswig und Pastor in Griebo. 1760 erwarb er an der Wittenberger Hochschule den akademischen Grad eines Magisters, wurde 1768 zum Substitut des Propstes in Coswig und später selbst Propst und Pastor in Coswig. Koltitz hat viele Einzelabhandlungen in verschiedenen Journalen jener Zeit hinterlassen und einige Gelegenheitsgedichte.

## Werkauswahl
1. Versuche in der Beredsamkeit und Wohlredenheit. Chemnitz 1750
2. Lobrede auf den Durchl. Fürsten Christian August zu Anhalt-Zerbst. Wittenberg 1754
3. Trauer- und Trostschrift auf das Absterhen des Hrn, Hof- Regierungs- und Konsistorialrathtes D. Gottfr. Reinhold Köselitz. Zerbst 1754
4. Tract. de veterum Latinorum Lectione et de stilo Eutropii. Witteberg 1754
5. Angestimmtes Triumphlied vieler Geistlichen bey Gelegenheit der Meierischen Gedanken vom philosophischen Predigen. 1754, 2. Aufl. 1755
6. De Alphonso X, Castellae Legionisque rege, cognomine sapientis indigno. Zerbst 1757
7. Allegorische Beurtheilung einer jüngst herausgekommenen Schrift: die schirpende Grille. 1757
8. Die entblösste Grösse des Hrn. Pastors W. o. O. 1757
9. Abhandlung, sind die Gelehrten privilegirte Müssiggänger? Zerbst 1758
10. Von der Verewigung, die den Weisen dieser Welt reitzen sollte, die den Christen seelig beruhiget, und die den Mann ohne Religion erschüttert: Der Herr bleibet; eine Trauerrede u. s. w. Zerbst 1763
11. Die besten irdischen Seegen, welche man für die Ehen der Regenten von dem Herrn erbitten kann; eine Predigt u. s w. Zerbst 1764
12. Väterliche Thränen über das Absterben eines einzigen Sohnes, Karl Leopold Daniel. Zerbst 1709
13. Sendschreiben an den Hrn. Regierungsadvokaten und Bürgermeister Wilke zu Koswig, wegen dessen Enthaltung vom heiligen Abendmahl.  1770
14. Drey Reden, auf gnädigsten Befehl bey feyerlicher Weihung zwoer Standarten und zwoer Fahnen zu Koswig und Zerbst gelalten. Zerbst 1771
15. Das Wachsthum gelehrter Sprachbemühungen in Ländern und Staaten fördert zugleich dieser ihre Blüte; erwiesen und der Fürfsl. Anhaltischen Teutschen Gesellschaft gewidmet. Wittenberg 1770